# Anathallis bleyensis
Anathallis bleyensis là một loài thực vật có hoa trong họ Lan. Loài này được (Pabst) F.Barros mô tả khoa học đầu tiên năm 2003.